# 櫻井・有吉 THE夜会
『櫻井・有吉 THE夜会』（さくらい・ありよし ザやかい）は、TBSテレビ系列で2014年4月17日から毎週木曜22:00 - 23:00（JST）に放送されているバラエティ番組であり、櫻井翔（嵐）と有吉弘行の冠番組。2016年3月24日までの番組名は『櫻井有吉アブナイ夜会』（さくらいありよしアブナイやかい）。

## 概要
- 前番組『今、この顔がスゴい!』に引き続き櫻井と有吉が司会を務める。本番組は『今、この顔がスゴい!』と異なり2人の冠番組となる。
- 2014年4月から9月までの内容は、スタジオに芸能人ゲストを一人（あるいは二人）招き、さまざまな芸能人や著名人の夜間のプライベートな姿をゲストと共に櫻井と有吉が覗き見る形式で進み、スタジオトークでは、ゲストとのトークから様々なエピソードを探る形式であった。
- 2014年10月からは、内容が一部リニューアルされ、スタジオに招くゲストは複数人となり、『夜会』のVTRに登場するゲストを含んで登場する形式に変わった。また2014年10月9日放送分の櫻井自身のロケVTR出演を皮切りに、櫻井のジャニーズ事務所の後輩が登場するようになった。
- 2015年4月16日からスタジオセットがリニューアルされた。
- 2015年10月8日からは、一部系列局のみ、21:56 - 22:54に繰り上げ拡大すると同時に、番組ロゴとスタジオセットがリニューアルされた。
- 2016年3月24日の78分スペシャル（21:30 - 22:48、26分繰り上げ・20分拡大）をもって改題・縮小前最終回となり、同年4月7日よりタイトルを現番組名に改題・枠縮小・リニューアルして再スタートする[1]。
- 2021年4月22日から一軒家を貸し切ったトーク企画「夜会ハウス」が始動。この回以降は「夜会ハウス」がメインになった。
- 2023年より、芸能人の金銭感覚を確かめる「ぴったり福袋選手権」や、ゲストがさまざまな競技に挑戦し、スタジオメンバーが結果を予想する｢夜会カジノ｣がスタートし、新たなメイン企画として放送された。
- 2024年9月26日からタイトルロゴを8年半ぶりにリニューアルし、スタジオセットやテロップも刷新。「共感」をテーマに、さまざまな芸能人のプライベートを覗き見する内容へとリニューアルされ、『アブナイ夜会』初期時代に近い形になった。またこのリニューアルから女性タレントを進行役に置くようになった。
- 2018年4月から2019年4月までの間は一旦、月 - 木曜日に限り、本番組をはじめとする22:00開始番組の終了時刻を従前の22:54から23:07に繰り下げ、67分枠に変更した[2]。

## 出演者

### MC
- 櫻井翔（嵐）
- 有吉弘行

## ネット局と放送時間
| 放送対象地域   | 放送局                    | 系列    | 放送時間（JST）    | 備考       |
| -------------- | ------------------------- | ------- | ------------------ | ---------- |
| 関東広域圏     | TBSテレビ（TBS）          | TBS系列 | 木曜 22:00 - 22:57 | 制作局     |
| 北海道         | 北海道放送（HBC）         | TBS系列 | 木曜 22:00 - 22:57 | 同時ネット |
| 青森県         | 青森テレビ（ATV）         | TBS系列 | 木曜 22:00 - 22:57 | 同時ネット |
| 岩手県         | IBC岩手放送（IBC）        | TBS系列 | 木曜 22:00 - 22:57 | 同時ネット |
| 宮城県         | 東北放送（TBC）           | TBS系列 | 木曜 22:00 - 22:57 | 同時ネット |
| 山形県         | テレビユー山形（TUY）     | TBS系列 | 木曜 22:00 - 22:57 | 同時ネット |
| 福島県         | テレビユー福島（TUF）     | TBS系列 | 木曜 22:00 - 22:57 | 同時ネット |
| 山梨県         | テレビ山梨（UTY）         | TBS系列 | 木曜 22:00 - 22:57 | 同時ネット |
| 長野県         | 信越放送（SBC）           | TBS系列 | 木曜 22:00 - 22:57 | 同時ネット |
| 新潟県         | 新潟放送（BSN）           | TBS系列 | 木曜 22:00 - 22:57 | 同時ネット |
| 静岡県         | 静岡放送（SBS）           | TBS系列 | 木曜 22:00 - 22:57 | 同時ネット |
| 富山県         | チューリップテレビ（TUT） | TBS系列 | 木曜 22:00 - 22:57 | 同時ネット |
| 石川県         | 北陸放送（MRO）           | TBS系列 | 木曜 22:00 - 22:57 | 同時ネット |
| 中京広域圏     | CBCテレビ（CBC）          | TBS系列 | 木曜 22:00 - 22:57 | 同時ネット |
| 近畿広域圏     | 毎日放送（MBS）           | TBS系列 | 木曜 22:00 - 22:57 | 同時ネット |
| 鳥取県・島根県 | 山陰放送（BSS）           | TBS系列 | 木曜 22:00 - 22:57 | 同時ネット |
| 岡山県・香川県 | RSK山陽放送（RSK）        | TBS系列 | 木曜 22:00 - 22:57 | 同時ネット |
| 広島県         | 中国放送（RCC）           | TBS系列 | 木曜 22:00 - 22:57 | 同時ネット |
| 山口県         | テレビ山口（tys）         | TBS系列 | 木曜 22:00 - 22:57 | 同時ネット |
| 愛媛県         | あいテレビ（ITV）         | TBS系列 | 木曜 22:00 - 22:57 | 同時ネット |
| 高知県         | テレビ高知（KUTV）        | TBS系列 | 木曜 22:00 - 22:57 | 同時ネット |
| 福岡県         | RKB毎日放送（RKB）        | TBS系列 | 木曜 22:00 - 22:57 | 同時ネット |
| 長崎県         | 長崎放送（NBC）           | TBS系列 | 木曜 22:00 - 22:57 | 同時ネット |
| 熊本県         | 熊本放送（RKK）           | TBS系列 | 木曜 22:00 - 22:57 | 同時ネット |
| 大分県         | 大分放送（OBS）           | TBS系列 | 木曜 22:00 - 22:57 | 同時ネット |
| 宮崎県         | 宮崎放送（MRT）           | TBS系列 | 木曜 22:00 - 22:57 | 同時ネット |
| 鹿児島県       | 南日本放送（MBC）         | TBS系列 | 木曜 22:00 - 22:57 | 同時ネット |
| 沖縄県         | 琉球放送（RBC）           | TBS系列 | 木曜 22:00 - 22:57 | 同時ネット |

### 変遷
| 放送期間   | 放送期間   | タイトル             | 放送時間（JST）            |
| ---------- | ---------- | -------------------- | -------------------------- |
| 2014.04.17 | 2015.09.24 | 櫻井有吉アブナイ夜会 | 木曜 22:00 - 22:54（54分） |
| 2015.10.08 | 2016.03.24 | 櫻井有吉アブナイ夜会 | 木曜 21:56 - 22:54（58分） |
| 2016.04.07 | 2017.09.28 | 櫻井・有吉 THE夜会   | 木曜 21:57 - 22:54（57分） |
| 2017.10.05 | 2018.03.22 | 櫻井・有吉 THE夜会   | 木曜 22:00 - 22:54（54分） |
| 2018.04.12 | 2019.04.25 | 櫻井・有吉 THE夜会   | 木曜 22:00 - 23:07 (67分)  |
| 2019.05    | 現在       | 櫻井・有吉 THE夜会   | 木曜 22:00 - 22:57（57分） |

## スタッフ（2025年7月17日時点）
- 構成：石原健次（2024年10月10日 - ）、木南広明（一時離脱►復帰）、北原ゆき、谷口マサヒト（共に2024年9月26日 - ）
- ナレーション：服部潤、近藤サト（共に2024年9月26日 - ）【毎週】、銀河万丈（2024年12月12日 - ）【不定期】
- TM：重地渉
- TD：中村年正（一時離脱►復帰）、佐藤光一【週替り】
- VE：北澤希美
- CAM：諏訪健太
- MIX：岩田彩
- LD：加藤由美子
- MA：井田須美子
- 編集：DG STUDIO（2024年9月26日 - ）、太田健二（2024年10月10日 - ）、野澤涼（2025年5月 - ）【週替り】
- 音効：高取謙（2024年9月26日 - ）
- 美術プロデューサー：水野谷重謙
- 美術デザイナー：村山柚香、矢澤尚弥
- 美術ディレクター：海老原修一（2024年9月26日 - ）、小倉樹（2025年5月 - ）
- 装置：相良比佐夫
- 操作：金子拳人
- アクリル装飾：原弥生子（一時離脱►復帰）
- 装飾：田村健治
- 電飾：入江智喜
- 化粧：久木田梨花
- ヘアメイク：キクチタダシ
- 技術美術協力：TBS ACT（2024年7月頃 -、以前は2021年4月1日 - 2024年6月頃まで編集、旧 T-TEX）
- 技術協力：東京オフラインセンター【毎週】、ESPACIO、スウィッシュ・ジャパン【週替り】
- リサーチ：田中奈緒、落合悠貴（共に2024年9月26日 - ）、竹田凪沙（竹田→2025年6月19日 - ）
- 宣伝：山岸信良、平山景子
- 配信：石橋茉美（2024年7月 - ）
- 公開：松元裕二
- デスク：堀江知里
- TK：福田美由紀
- 編成：川島優子（2024年7月18日 - 、以前はディレクター→一時離脱）、佐久間晃嗣（2025年7月 - ）
- AD：水田彩未【毎週】、水中莉紗、成井綾、石黒希実、平松勇紀、藤原千秋、梶田菜央、岡野功太、家次忠昭、加藤陽菜、黒瀬優太、南沢愛里、神崎優人、三浦萌笑、寺内麻菜美、甲斐歩野、戸崎優斗、加藤征悠、内藤琉袈、高橋匠、鈴木陽太、十三稜司、山下花梨、福田杏華、藤本菜那、瀧澤稔、岩瀬照、一瀬真菜、川畑裕幹、堤咲子、加藤陽菜、戸川莉沙、佐藤香織、吉井江那、岩瀬照、成井綾、吉富葵、豊田美由、飯村香乃、三浦萌笑、新井収【週替り】
- アシスタントプロデューサー：熊谷侑菜（2023年7月20日 - ）、関美咲（2023年11月23日 -、以前はAD）、内田早紀（2024年9月26日 - ）、桑原愛希（FAT TRUNK、2024年10月10日 - ）、福井みゆ（2024年10月24日 - ）、小板洋司（TBS SPARKLE、2024年10月31日 - ）【週替り】
- 制作進行(2021年8月 -)：齋藤樹里（以前は進行P<プロデューサー>）、浅井郁美（以前はアシスタントディレクター→AP→一時離脱）
- ディレクター：渡辺健吾、柏田雄二、小澤博之、白石大空、石川雅英、黒岩稔輝、工藤翔、相澤雄、木村英貴（FAT TRUNK）、見崎陽亮、津宏典、川端洋輔、辻淳之、亀崎祐介、佐々木泰知、塚本智久、村田諒、奥山雄太郎、有馬奈生、武木田一馬（WAONZ）、秋山美菜(奈)子、二宮啓、中山健志、村松佑亮、郡亮太、橘信吾、松木秀祐、小木曽克典、南部剣志、村中良輔、檜垣和孝、菊池暁、小林蓮作、大塚太智、佐藤智之、菅野綾音、蔡理皓、鈴木大介、下村彩人、小崎育海【週替り】、阿部凌【毎週】（武木田・秋山・阿部・菅野→以前はアシスタントディレクター、見崎・武木田・秋山・中山・小木曽・村中→一時離脱►復帰）
- 演出/ディレクター︰大塚朋之（デージカンパニー）【週替り】
- 演出：高梨智子（ジッピー）、矢部宏光（ABEMA）、丹野樹史（BULLY CAT）、柳信也（Gothic）、後藤美和（orange）、今村光宏（シオプロ）、吉澤直樹（以前はディレクター）、大楽和也、鳥越一夫【週替り】
- プロデューサー：田崎真洋、田邊哲平、伊藤良美、川平秀二・山本希恵（デージカンパニー、山本→一時離脱►復帰）【毎週】、木内美歩（スクイズ、以前はキャスティングプロデューサー→一時離脱►復帰）、林田枝利奈（以前はキャスティングプロデューサー►一時離脱→AP）、瀬川安恵（以前はAP→一時離脱►復帰）、宮森英生（FAT TRUNK）、中村倫久（HiHO-TV）、山ノ内禎枝（カスタム）、渡辺舞（orange）、福島千紘、増谷秀行（ザ・スピングラス）、馬場哉（メディアプルポ）、明田未妃【週替り】（田崎・田邊・川平・瀬川・木内→2024年9月26日 - 、宮森・中村→2024年10月10日 - 、伊藤・明田→2025年7月 - 、山ノ内→2024年10月24日 - 、渡辺→2024年10月31日 - 、福島→2024年12月12日 - 、増谷→2025年1月23日 - 、馬場→2025年2月13日 - ）
- 総合演出：須藤有加（以前は進行チーフ►一時離脱）
- 制作協力：デージカンパニー、FAT TRUNK、BULLY CAT、Gothic、スクイズ、orange（共に2024年9月26日 - ）
- 制作：TBSテレビコンテンツ制作局制作1部
- 製作著作：TBS

### 過去のスタッフ
- ナレーション：立木文彦、槇大輔、真地勇志、垂木勉、吉川美代子、鈴木麻里子（鈴木→沢城みゆきの産休時の代役）、山寺宏一（2016年4月 - 2024年9月19日）、沢城みゆき（一時離脱►復帰）
- 構成：羽柴拓、利光宏治、アリエシュンスケ、尾首大樹、石塚祐介、羽田正樹、高倉俊祐（高倉→以前はリサーチ、ライターズオフィス）、狩野孝彦、坂田至、桜井慎一、そーたに、大井洋一、飯塚大悟、デーブ八坂、永井ふわふわ、川嶋結衣、坂本龍二、片岡正徳
- TM：山下直、京屋知行、八木真、堅岩功（堅岩→以前はCAM、不定期）
- TD：依田純、宮下政人
- SW：佐藤厚誠（一時離脱►復帰）
- VE：大場貴文、姫野雅美、饗庭慶子、木野内洋・柿崎祐人（TBS ACT）、久世大輔、安井康喜、岩瀬靖生、對間敏文、宮本民雄（宮本→一時離脱►復帰）、則竹香
- CAM：高橋昂太郎、小笠原朋樹、柳田智明（TBS ACT）、渡部公臣、大塚孝輔、中島文章、河野広樹
- MIX：宇野仁美、浜崎健、清宮拓、小岩英樹、松浦絵理（TBS ACT）、村本達弥、獄はる菜、中道涼子、大井剛、中村心、深田瑠美子
- LD：ブルーライト、鈴木英敬
- 編集：早川崇、野澤涼、高田愛弓（野澤・高田→2024年7月18日 - 9月19日、TBS ACT）
- 美術プロデューサー：東立、中原茂樹、山口智広、宇山博之、桝本瑠璃、金子靖明、鈴木直人（桝本→以前は美術デザイナー、一時離脱►復帰、金子→TBS ACT、以前は美術デザイナー）
- 美術デザイナー：山戸蕗、大三島弘女（大三島→2024年12月12日 - ）
- 美術制作：宮本旭
- 美術ディレクター：半田裕記（以前は美術制作）
- 装置：安丸祐介
- 操作：前野博幸、小野寺浩
- 装飾：中島蒼
- 電飾：石野祥一
- メカシステム：庄子泰広
- アクリル装飾：渡邊卓也
- 植木装飾：津久井玲子
- 花装飾：河村空【不定期】
- 衣装：岩崎孝典、志賀美千代、坂口みのり、岡村美香、坪内夏美【週替り】
- 持道具：佐藤秀治、畠山浩義
- 化粧：城所とも美、遠藤敏子
- 音響効果：岡田淳一、高田智彰（BABY SOUND LUCK）、村松聡、大久保吉久
- 音効：舛谷佑樹
- 技術協力：ジェイクルー、TBSスパークル【週替り】
- 美術協力：OFFICE オルフ、匠大塚、TOCLAS トクラスキッチン&リビング、川島織物セルコン、blecla、MotoM
- イラスト：福島モンタ（一時離脱►復帰）【不定期】
- 衣装協力：ORIHICA、ABC-MART、ete、KENT＆CURWEN、ニッセン、はるやま、P.S.FA、haco.
- 編成：渡辺信也、辻有一、中島啓介（中島→2017年4月 - 2019年6月、一時離脱►復帰）、加藤丈博（加藤→一時離脱►復帰）、寺田淳史（寺田→2020年10月1日 - 2021年2月18日）、松本友香、宮崎真佐子（宮崎→2021年2月25日 - ）、石原隆史（石原→2022年1月20日 - ）、東仲恵吾（東仲→2022年10月13日 - 2023年3月）、川口佳太（川口→2022年7月7日 - 2023年6月）、松本佳奈子（2023年11月9日 - 2024年1月25日）、平岡紗哉（平岡→2023年4月20日 - 2024年6月）、杉田彩佳（杉田→2024年4月4日 - 6月）
- 宣伝：奥住達也、川鍋昌彦、吉原瑠那、牧野洋平、橋本幸江
- 配信：塩川篤史（2022年4月14日 - 2023年6月）、長谷川舞（2023年7月6日 - 2024年6月）
- データ放送：安国依子（2021年7月 - 2024年9月19日）
- SNSリサーチ：鬼澤美紀子（2022年6月9日 - ）、岡本祐里子（2022年11月10日 - ）、北田高彬（2021年5月 - 、一時離脱►復帰）、川崎欣也（2021年4月1日 - 、一時離脱►復帰、全員→2024年9月19日まで）【週替り】
- リサーチ：大森智仁、池田恵（リベラス）、SACKA、岩井紗世子、福田光利（福田→2024年4月18日 - 9月19日）、キタノケエスケ（ライダーズオフィス）、高森雄幸
- 制作進行：寺尾未来、築瀬真理子（寺尾・築瀬→以前はAD）、松川理子（松川→2023年4月20日 - 2024年9月19日、以前はAD）
- 進行チーフ：小西貴郎（以前はアシスタントディレクター）
- フロアディレクター：伊藤隆大、野満一朗太（伊藤・野満→共にディレクター兼務）
- アシスタントディレクター（AD）：利元智幸、高橋直美、兒井未祐、大谷俊介、高野綾香、藤本太郎、安井啓太、奥口雄介、盛秀男、山岸悠太、梶沙由佳、大杉悠介、額田博巳、牛田圭亮、森賢太郎、市野瀬雄大、木田龍之介、渡部光希、山崎宏之、川村理美、渡辺直哉、生見翼、加賀谷大樹、平野陽子、飯間未来、大澤未来、柴田千加、本田仁志、濱元光、桐生康志、竹森真紀、宮部未奈子、鈴木由衣、竹内允人、今村早織、吉川諒、勝田久美子、古宮紀子、三宅諒、和田みゆき、小野寺忠貴、稲冨喬介、井上明友美、本多徳敬、片岡瑛、森田彩、酒井絵里菜、岸敏公、菅原理央、南本怜那、牛山萌美、鳥井勇気、渡邊夏世、中平怜奈、小林世奈、朴ソンイ、山下孔士、望月未菜、乾麻耶、三橋夕陽、長谷川裕貴、渕田美琴、下村健郎、菅原惇史、小田朋美、赤嶺永茉、袴田俊平、齋藤朱里、相田浩希、永妻有基、前田優子、以西開、西巻史奈、森将秀、三宅孝司、片山裕達、田口悠、野本彩芽、西川幹基、大野知世、山田萌華、上村英生、伊香賀遼真、石原美咲、大野恭輔、麻沼理紗子、松本譲太郎、小林夢帆、高住由梨果、末吉茉莉乃、須藤亮佑、山﨑勇人、松本絢華、石塚大智、浅野壮太、樋口翔太、久保波月、馬場百伽、曽根遥、山川大輔、陳若竿、藤井悠馬、石原優華、竹内宏輝、渥美佐和子、福嶋海和、西薗楓、宮崎桃子、高田元樹、湯本明日香、戸塚理沙、三船愛奈、田中沙彩、坂本瑠璃、渡邉佑里、日光すずか、橋口和毅、大島竜太、中原夏澄、三浦妃那、小張頌大(太)、豊田竜平、原亮太、白岩明、佐々木一生、宮本莉沙、一瀬真菜、山口美波、石川恵帆、武田ゆま、谷口弥聖、江藤杏瞳、山口倖平、萩尾志帆、上嶋菜緒、秋山柚里、星野開斗、杉田雄哉、矢野敦士、佐々木優香、伊藤剛、安永丈太郎、番地一樹、大澤さやか、伊藤貴路、川井浩貴、木田絵梨香、雄川真帆、尾上寧々花、永田遥佳、石井唯加、氣田果恋【週替り】
- ディレクター：平山健司、飯島拓哉（演出の回あり）、田中友洋、堀江将一郎、安池薫、島田健作、田村育、吉田晃浩、伊藤嘉彦、市村智哉、古田隆文、石本典隆、中間拓郎、佐藤真吾、松延由子、田中達也、梅野良祐、石川北二、地曵範剛、小早川憲一、橋本伸行、石丸貴寛、持田謙二、曳地伊智朗、保坂彰史、久佐賀浩之、笠原裕、東隆志（クリーク・アンド・リバー社）、佐藤成幸、清水彰介、山口貴由、大保大輔、岩波純、深坂崇夫、吉江智宏、二神新、長嶺望、高戸大悟、三宮浩嗣、新目美菜海、國井三穂（以前はアシスタントディレクター）、吉田陵、田村裕行、植木一実、一楽千恵、榎本直弥（榎本→以前はアシスタントディレクター）、松尾竜二、佐藤智之、井上洋平、近藤創、田口将伍（田口→以前はフロアディレクター）、田中真之、高田雄大(太)、村上隆仁、高田直、武石一也、武山友樹、尾越功（ハンター）、中広周平、西山嘉昭、五島大徳（ジーヤマ）、及能貴之、青木章浩、武藤利治、福盛健太、橋本詳吾、関谷優作、大喜多高志、丹川祥一、岡本裕太、福永勇樹（ジーヤマ）、大井田遼太、唐澤景一、鈴木崇志（ジーヤマ）、井上雄介、白濱有也、山口敏（ジーヤマ）、前田晋平（てっぱん）、真鍋正孝（以前は不定期で演出担当）、阿部真哉、徳田季里、児山昌平（グレート・スコット）、本間大助（フォーミュレーションI.T.S.）、二宮孝太郎（CRANKY、二宮→以前は進行チーフ→一時離脱►復帰）、大谷裕、武田直也（武田→一時離脱►復帰）、雨宮佑介（フォーミュラミュージックエンタテインメント）、増本敬、池田竜、吉田慶介、小嶋克也、齋藤直人、坂上祐生、鶴巻昌宏、長谷川雄平、遠藤卓哉（フォーミュレーションI.T.S.）、土井功輔、師岡靖成、林口広平、小川真人、渡辺恭三、楠田健太（ガスコイン・カンパニー）、鈴木良尚、戸田悠貴（BERMUDA）【週替り】／三谷亮平、中村貴洋、牧野飛翼、小林悦子、高畑誠、大村実穂、小林恵美、宮崎弘平、落合(岩)将平、西戸裕太郎、蓮見仁史、内田義之、町田有史、清水克洋、貝瀬鉄矢、大須賀良、吉川司、守屋茂員、曽我和隆、中岡龍馬、浅野風太、澤田陸【週替り】／福岡和哉【毎週】（長谷川・遠藤・池田・本間・徳田・三谷・牧野・高畑・大村・蓮見→以前はアシスタントディレクター、福岡→以前は毎週ディレクター→2020年10月1日 - 2023年3月までフロアD）
- ディレクター/演出︰伊澤洋介（てっぱん、以前は毎週→週替り演出）【週替り】
- チーフディレクター：福司龍太（neo、以前はディレクター→演出）
- 演出：平野隼人、大平進士、横山健一、倉田敬之、飯塚一志、藤本創、栗原憲也、今田武志・牛込剛、浅井裕太郎、山井貴超、青木達生、川口智久、斉藤崇（シオプロ）、中野貴文・井谷光太郎・大島圭司（中野・井谷・大島→ジーヤマ）（浅井・青木・斉藤・大島→以前はディレクター）、池田哲也（ステイ）、妹尾篤志、石澤元希、勝田拓也、久野和洋(洋和)、瀬津巧、松木拓海（ジーヤマ）（池田・勝田以外→以前はディレクター、久野・瀬津・池田以降・松木以外全員→以前は毎週担当）
- AP：辻野まなみ、義万由佳、長谷山純子、筒井理恵、太田絢子、中嶌玲奈・竹内まり子、松崎帆香、石川敬大、實川莉穂、中川裕香、馬場ゆうみ（馬場→以前はアシスタントディレクター）、赤津麻希子、峰岡晃子（峰岡→以前はAD►進行チーフ）、茂木葉子、中平怜奈（中平→以前はアシスタントディレクター）、小田絵理（小田→以前はアシスタントディレクター►進行チーフ）、松本旭代（以前はAD►制作進行►一時離脱）、近藤紗代、松山和歌子、上田彩（2023年9月7日 -）、藤谷怜奈（2024年2月1日 -）、戸塚理沙（戸塚→2024年6月27日 -、以前はAD、松本以降→2024年9月19日まで）
- アシスタント/プロデューサー︰諏訪拓朗（以前は2022年7月14日 - 2024年9月19日、2023年3月まで制作進行→同年7月頃までアシスタントプロデューサー）
- キャスティングプロデューサー：住田雄一、松田つばさ
- 協力プロデューサー：田村恵里
- MP：川澄博雄（川澄→以前はプロデュース、一時離脱）、山本一雄（山本→以前は制作►制作プロデューサー）、酒井祐輔
- 制作プロデューサー：渡部宗一、樋口絵里子、土井奈緒美（以前はAP）（渡部・樋口→以前はアソシエイトプロデューサー）、疋田智、岡本舞、森田篤、河本誠司、野津静花、林田竜一、刀根鉄太（以前はプロデュース→制作）、海老名和香（森田・河本→以前はプロデューサー）
- 担当プロデューサー：西崎修一（極東電視台、西崎→2017年5月4日 - ）、齊藤彩奈（齊藤→2019年7月11日 - 2020年9月24日までプロデューサー）、緒方伸介、高橋寛之（高橋→ジーヤマ）、武蔵祐輝（武藤→クリーク・アンド・リバー社）、碓井(氷)容子
- 総合演出：川本賢一郎（創輝）、神尾祐輔（神尾→以前はディレクター→チーフディレクター）
- プロデューサー：上原一節、竹中優介、嵯峨祥平（嵯峨→2021年7月 - 2023年6月、以前は2017年5月4日 - 2020年9月24日まで編成、2020年3月頃までプロデューサー→一時離脱）、時松隆吉（2020年10月1日 - 2024年6月）、大塚麻衣（2023年7月13日 - 2024年9月19日）/水野剛寿（2024年2月15日 - 6月）、西原信行、本村千穂美、冨永祐一（冨永→以前はAP）、首藤光典、中附智貴、水野達也（ジーヤマ、以前はチーフディレクター→総合演出）、吉野真一郎（neo、以前はディレクター→演出→チーフディレクター）、山北剛士（山北→以前はキャスティングプロデューサー）、高橋利一郎（ジーヤマ）、阿部さちよ（SHO-GUN）、香川かおり（オフィスながも）、土屋翔太・前田美和（neo）、小林佑梨花、常盤吉弘、山野江美香、武藤利治、田中孝之（T3COMPANY）（吉野・香川・土屋・小林・前田・常盤・山野江・武藤以外→以前はプロデューサー、前田・常盤・諏訪・武藤・田中以外→以前は担当プロデューサー、山北以降・前田・常盤・山野江・武藤・田中以外→以前は毎週担当、前田→以前はキャスティングプロデューサー→一時離脱、小林・山野江→以前はAP→一時離脱►復帰、田中→以前はディレクター→毎週演出）
- 総合演出・プロデューサー：田村裕之（2024年7月4日 - 9月19日、以前は2022年7月7日 - 2024年6月まで総合演出）
- チーフプロデューサー：大久保竜、小林弘典（小林→2020年10月1日 - 2021年10月21日・2023年4月13日 - 2024年6月、以前は2017年5月4日 - 2020年9月24日までプロデューサー►2021年10月28日 - 2023年3月までエグゼクティブプロデューサー）
- 制作協力：THE WORKS、創輝、fremeinf、R-1、FOOLENLARGE、キメラ、極東電視台、てっぱん、ジーヤマ、neo、T3COMPANY
- 協力：ジャニーズ事務所

## その他
- 2012年7月以来、TBSと一部の系列局で21:54 - 22:00に放送された22時台番組の直前予告番組は、当番組より廃止された。
- 2015年4月9日19:57 - 23:03に当番組の一部スタッフ、全キャストが関与する特別番組『櫻井翔のジャニーズ軍VS有吉弘行の芸人軍究極バトル“ゼウス”』が放送。当時TBSの木曜夜8時台の番組は、通常19:56開始であったが（後に20:00開始に変更）、同日に櫻井が出演しているフジテレビ系の『VS嵐』が19:57まで放送されるため、裏番組との重複出演回避のため19:57からの開始に変更して放送された。
- 2016年4月14日は2時間SPとして22:54まで放送予定であったが、21:26頃に熊本地震の前震が発生し、以降報道特別番組に切り替わったため途中で打ち切られた。なお、未放送部分の一部は同年5月5日放送分と同年5月26日放送分に2時間SPの未放送の回を振替放送したほか、8月18日放送分の未公開スペシャルでも振替放送された。
- 2016年5月5日放送でゲストで来た俳優の香川照之が、夜会掲示板で『虫が大好きで、いつかEテレで昆虫番組をやりたいと思っているのですが、リハさせて頂けませんか?』と要望し、香川がカマキリの着ぐるみを着て、シミュレーションを行った。この企画はのちに『香川照之の昆虫すごいぜ!』として本当に実現する形となった。これは、番組を視聴したNHKのプロデューサーの発案によるものである[3]。オープニングではこの放送回の映像が使用され、さらに放送後の2016年10月20日放送分でこの番組の舞台裏の様子を放送した[4]。その後も不定期で出演しており、2018年以降は番組の予算でハナカマキリの着ぐるみが製作され、当番組に出演する際は「ハナカマキリ先生」に扮している。
- 2020年10月より、提供読みがTBSアナウンサーから沢城みゆきに変更されている[5]が、一部回(拡大放送)ではTBSアナウンサーがそのまま担当している。
- 2021年10月7日は、22:41頃に千葉県北西部地震が発生し、以降報道特別番組（TBS NEWSの同時放送）に切り替わったため途中で打ち切られた。なお、未放送部分については同年11月4日に改めて放送された。